# Требісеуць
Требісауць (рум. Trebisăuţi) — село в Молдові в Бричанському районі. Утворює окрему комуну.
Згідно з переписом населення 2004 року у селі проживало 36 українців (1,75 %).